# Antonio Sapienza
Antonio Sapienza (Sant Petersburg, Rússia, el 1794) fou un compositor rus de pares italians.
Feu els primers estudis a la seva ciutat natal i després anà a Nàpols, on fou deixeble de Nicola Zingarelli i Pietro Generali.
Posteriorment tornà a Sant Petersburg i allí exercí les funcions de director d'orquestra i de professor de cant.
Estrenà les òperes:
- Rodrigo.
- L'audacia fortunata.
- Il Tamerlano.
- Il Gonzalvo.

Va escriure també nombroses composicions religioses.